# Hans Klok
Hans Klok (Purmerend, 22 de fevereiro de 1969) é um ilusionista e mágico neerlandês.
Começou sua carreira de ilusionista na adolescência e aos 16 anos já tinha ganhado várias competições importantes.
Aos 23 anos, fazia parte de um espetáculo com um dos comediantes neerlandeses (holandeses) mais famosos da época. O show teve grande êxito e percorreu por grande parte da Europa.
Em 1994, ele se presentou em Las Vegas pela primeira vez, como parte do elenco do show “The World's Greatest Magic” ("A maior magia do mundo"). A emissora de televisão norte-americana NBC transmitiu o evento ao vivo do casino Caesar's Palace para uma audiência de 60 milhões de telespectadores.
Klok pasou os 10 anos seguintes se apresentando  pela Europa e pela China, também se apresentando  mais uma vez em Las Vegas e em shows importantes que foram televisonados da Alemanha a Monte Carlo.
Durante a ceremônia de abertura da Copa do Mundo de 2006 na Alemanha, cerca de 500 milhões de aficionados em 152 países viram Klok fazer aparecer do nada o troféu de ouro de 18 quilates que a FIFA entregaria ao vencedor da copa.
O mais recente show de Klok, "A beleza da magia, " debutou em Las Vegas em 1 de junho de 2007 no casino Planet Hollywood. O espetáculo estava programado para durar até final de agosto mas foi prolongado até a metade de dezembro.
O êxito do espetáculo se deve em parte a  participação da atriz e modelo norte-americana Pamela Anderson (uma das estrelas da série de TV Baywatch), que aparece no show atuando como assistente do mago.
Klok tinha trabalhado antes com outras personalidades famosas durante seus shows, incluindo Carmen Electra.
Uma semana depois da estreia do show que estrelaram juntos, Klok e Anderson se presentaram no famoso programa de rádio The Howard Stern Show e deram força a um rumor sobre um possível romance entre os dois.
Um mês depois disseram ao comediante Craig Ferguson do programa The Late Late Show que não eram noivos, mas que algumas vezes a relação entre eles se tornou muito "física".
Os rumores de seu suposto romance com Pamela Anderson receberam bastante cobertura na imprensa neerlandesa, já que na Europa Hans Klok tinha sido franco sobre sua homossexualidade desde o início  de sua carreira.
Hans Klok depois admitiu numa entrevista com a revista QVegas que os rumores foram parte de uma campanha publicitária, já que ele tem estado, nos últimos 16 anos, em uma relação com seu parceiro, Frank.